# Yooka
Yooka er hos maronerne i Surinam betegnelsen for den del af sjælen, som ved døden drager til forfædreåndernes verden. Således også en af betegnelserne for en forfædreånd.

## Skema over Yooka
- Hovedkarakteristika = Personlig karakter (tidligere eksistens + akkumulation) er med til at give personlighed (arv + miljø = personlighed)
- Sfærisk udgangspunkt = "Gadu kondre" (= forfædre -forsamlingen)
- Tilstand når døden indtræffer = Yooka forlader ikke kroppen straks → Divinationsmulighed. Yooka må adskilles fra kroppen og bliver til forfædreånd
- Afstand fra bevidstheden = Yooka er bundet til bevidstheden. Dog kan man under særlige omstændigheder uddrive Yooka/rense kroppen.

Den anden sjæl som befinder sig i kroppen hedder Akaa. Der findes Tabu Akaa (den onde) og Bun Akaa (den gode)

## Skema over Akaa
- Hovedkarakteristika = Livskraft (Livskraften kan dog overskygges)
- Sfærisk udgangspunkt = "Massa Gadu"
- Tilstand når døden indtræffer = I modsætning til Yooka så forlader Akaa kroppen straks og viser sig aldrig igen
- Afstand fra bevidstheden = Alter ego (egne præferencer). Akaa er en man kan tiltale, en indre livskraft. En han eller hun. En Akkaa som kan lide en bestemt slags, fx øl. For at holde sig sund og rask skal man behage Akaa. Dette kan gøre ved hjælp af ofringer. Akaa kan forlade kroppen under søvn og kan "bindes" af hekse